# آنا كانو
آنا كانو (بالإسبانية: Ana Cano)‏ هي فقيهة لغة إسبانية، ولدت في 12 مايو 1950 في سومييدو في إسبانيا.